# 1031
Cette page concerne l'année 1031  du calendrier julien. Pour l'année 1031 av. J.-C., voir 1031 av. J.-C.
L'année 1031 est une année commune qui commence un vendredi.

## Événements

### Proche-Orient
- Septembre : l’émir d’Alep signe un traité par lequel il se reconnait de nouveau vassal de l’Empire byzantin, après la prise d’Edesse par Georges Maniakès[1] et la contre-attaque victorieuse du nouveau duc d’Antioche, Nicétas[2].
- Décembre : mort d'Al-Qadir. Début du califat de l'abbasside Al-Qa'im à Bagdad (fin en 1075)[3].

### Europe
- 20 juillet : mort de Robert II, roi des Francs. Début du règne de son fils Henri Ier (fin en 1060)[4].
  - Ligue de la reine Constance : Robert Ier, duc de Normandie, aide le roi de France à combattre ses vassaux révoltés soulevés par son rival et frère Robert (fin en 1033)[4].
- 2 septembre : mort d’Émeric, fils d'Étienne Ier de Hongrie, lors d'une chasse au sanglier. Le roi de Hongrie n’a plus de successeur. Pour l’évincer de sa succession, Étienne fait crever les yeux et plomber les oreilles de son cousin Vazul, prince aîné de la dynastie, et exiler ses fils en Pologne. Il désigne comme héritier Pierre Orseolo, le fils vénitien de sa sœur[5].
- Automne : Mieszko II se heurte à la révolte de ses frères, Bezprym et Otton, le principe de la primogéniture étant inconnu en Pologne. Il est attaqué sur deux fronts, à l'Est par Iaroslav le Sage, prince de Kiev, qui soutient Bezprym et reconquiert le sud-ouest du pays concédé par Sviatopolk à Boleslas (Ruthénie rouge), à l'Ouest par Conrad II le Salique, qui s'empare de la Lusace. Battu, Mieszko doit fuir en Bohême. Bezprym monte sur le trône (fin au printemps 1032)[6].
- 1er novembre : concile de Bourges pour la paix de Dieu[7]. L’archevêque Aymon laisse se créer une milice de la paix.
- 18 - 20 novembre : concile de Limoges[8]. Dieudonné, évêque de Cahors, prêche la Trêve de Dieu.

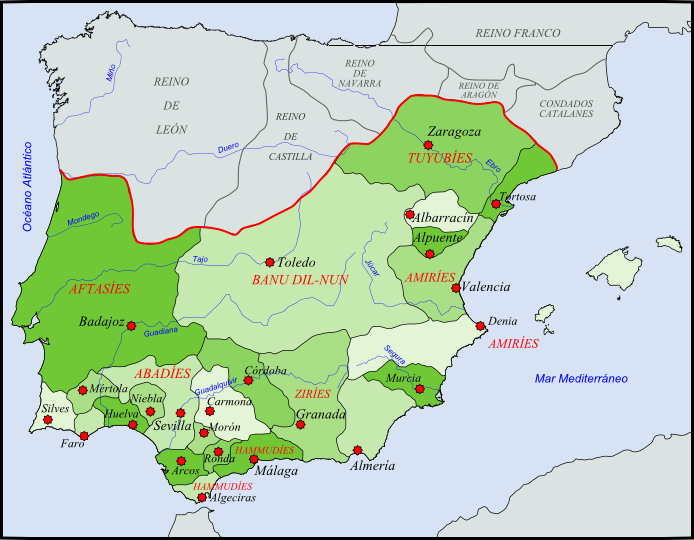
Royaumes de taïfas en 1037.

- Décembre, Espagne : après avoir assassiné son vizir, les Cordouans font enfermer le dernier calife omeyyade Hicham III dans une pièce avec sa fille qu’il adorait. Ils manquent de mourir de faim avant d’être relâchés. Le califat de Cordoue est aboli[9]. Le pays est partagé entre 23 roitelets indépendants (Reyes de taifas, muluk at tawaif). Leurs gouverneurs se proclament émirs et lient des relations diplomatiques avec les royaumes chrétiens. Les Hammoudides règnent à Malaga, les Zirides à Grenade, les Toujibides à Almeria et à Saragosse, les Aftasides à Badajoz, les Dhu-l-Nunides à Tolède, les Abbadides à Séville…[10]

## Décès en 1031
- Gunnor de Normandie